# Henlow Camp
Henlow Camp – osada w Anglii, w hrabstwie ceremonialnym Bedfordshire, w dystrykcie (unitary authority) Central Bedfordshire, blisko bazy Royal Air Force w Henlow. Leży 18 km na południowy wschód od centrum miasta Bedford i 57 km na północ od centrum Londynu.